# Neckera spathulaefolia
Neckera spathulaefolia là một loài rêu trong họ Neckeraceae. Loài này được (Müll. Hal.) Mitt. mô tả khoa học đầu tiên năm 1859.